# Es war einmal
Es war einmal (Érase una vez) es una ópera de cuento de hadas en un prólogo y tres actos con música de Alexander von Zemlinsky y libreto de Maximilian Singer, una adaptación de la traducción alemana de M. Von Borch de la obra de cuento de hadas Der var engang por el autor danés Holger Drachmann. Se estrenó el 22 de enero de 1900 en la Ópera Estatal de Viena dirigida por Gustav Mahler.

## Personajes
| Personaje                | Tesitura | Reparto del estreno 22 de enero de 1900 (Director: Gustav Mahler) |
| ------------------------ | -------- | ----------------------------------------------------------------- |
| Princesa                 | soprano  | Selma Kurz                                                        |
| Príncipe                 | tenor    | Erik Schmedes                                                     |
| Kaspar                   | barítono | Friedrich Weidemann                                               |
| Rey                      | bajo     | Leopold Delmuth                                                   |
| Un pretendiente          | tenor    |                                                                   |
| Un comisario             | barítono |                                                                   |
| COmandante               | bajo     |                                                                   |
| Heraldo                  | bajo     |                                                                   |
| Primera dama de compañía | soprano  |                                                                   |